# Refrigeração por compressão

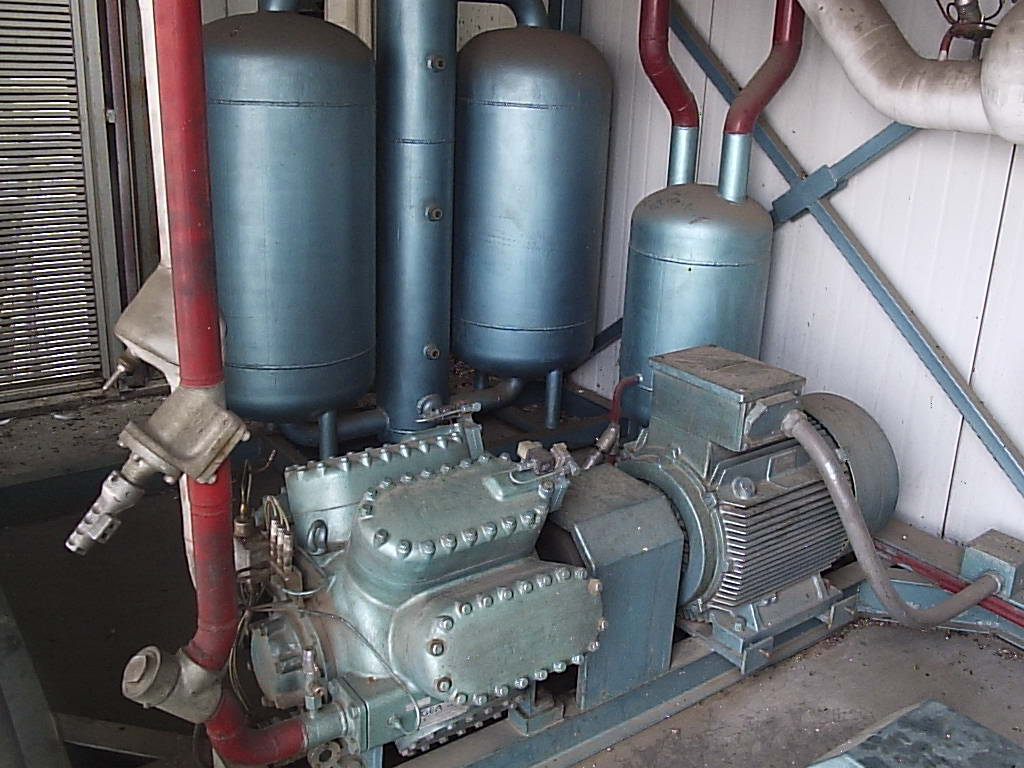
Compressor alternativo industrial de 86 Hp para R22.

A refrigeração por compressão ou refrigeração por compressão de vapor consiste em forçar-se mecanicamente a circulação de um fluido em um circuito fechado criando zonas de alta e baixa pressão com o propósito de que o fluido absorva calor em um lugar e o dissipe no outro.